# Brian Shenton
Brian Shenton (né le 15 mars 1927 à Doncaster et mort le 9 mai 1987) est un athlète britannique, spécialiste des épreuves de sprint.

## Carrière

### Palmarès
| Date | Compétition                                     | Lieu      | Résultat | Épreuve       |
| ---- | ----------------------------------------------- | --------- | -------- | ------------- |
| 1950 | Championnats d'Europe                           | Bruxelles | 1er      | 200 m         |
| 1950 | Jeux de l'Empire britannique                    | Auckland  | 2e       | 4 x 110 yards |
| 1952 | Jeux olympiques                                 | Helsinki  | 4e       | 4 x 100 m     |
| 1954 | Championnats d'Europe                           | Berne     | 2e       | 4 x 100 m     |
| 1954 | Jeux de l'Empire britannique et du Commonwealth | Vancouver | 2e       | 220 yards     |
| 1956 | Jeux olympiques                                 | Melbourne | 5e       | 4 x 100 m     |

### Records
| Épreuve | Performance | Lieu | Date |
| ------- | ----------- | ---- | ---- |
| 100 m   | 10 s 6      |      | 1951 |
| 200 m   | 21 s 2      |      | 1956 |